# گلن هارترانفت
گلن هارترانفت (انگلیسی: Glenn Hartranft; ۳ دسامبر ۱۹۰۱ – ۱۲ اوت ۱۹۷۰) ورزشکار دو و میدانی اهل ایالات متحده آمریکا بود.
وی در مسابقات کشوری و بین‌المللی در مجموع برندهٔ ۱ مدال نقره شده‌است.